# 1/82 Szwadron Kozacki
1/82 Szwadron Kozacki (niem. Kosaken-Schwadron 1/82, ros. 1/82-й казачий эскадрон) – oddział wojskowy Wehrmachtu złożony z Kozaków podczas II wojny światowej
W czerwcu 1942 r. przy sztabie niemieckiej 1 Armii Pancernej XL Korpusu Pancernego został sformowany oddział złożony z Kozaków. Na ich czele stanął rtm. Zagorodny. Do zadań oddziału należało początkowo konwojowanie jeńców wojennych z Armii Czerwonej. W lipcu tego roku w Millerowie przekształcono go w oddział bojowy. Od sierpnia do grudnia działał w rejonie Mozdoka, zwalczając partyzantkę. W styczniu 1943 r. wycofał się wraz z wojskami niemieckimi nad Don. Następnie prowadził walki obronne nad północnym Donem. Pod koniec 1943 r. bronił przyczółka pod Nikopolem. Wiosną 1944 r. przeniesiono go do Mołdawii, gdzie krótko walczył z partyzantami. Wkrótce został przetransportowany do okupowanej południowej Francji, gdzie wszedł w skład 5 Ochotniczego Pułku Kadrowego Ochotniczej Dywizji Kadrowej.